# Sharon Spitz
Sharon Spitz é a personagem principal do desenho animado Sorriso Metálico.  Ela foi criada e desenvolvida pela Nelvana. Sua voz original, é da atriz Alicia Silverstone nas duas primeiras temporadas, sendo substituida por Stacey DePass na terceira. No Brasil, ela foi dublada por Mariana Ximenes nas duas primeiras fases, e por Daniella Piquet na última. A personagem estrelou uma diversidade de produtos, e também já foi associada a diversos assuntos, que foram tratados na série animada, entre grupos de jovens.

## Desenvolvimento

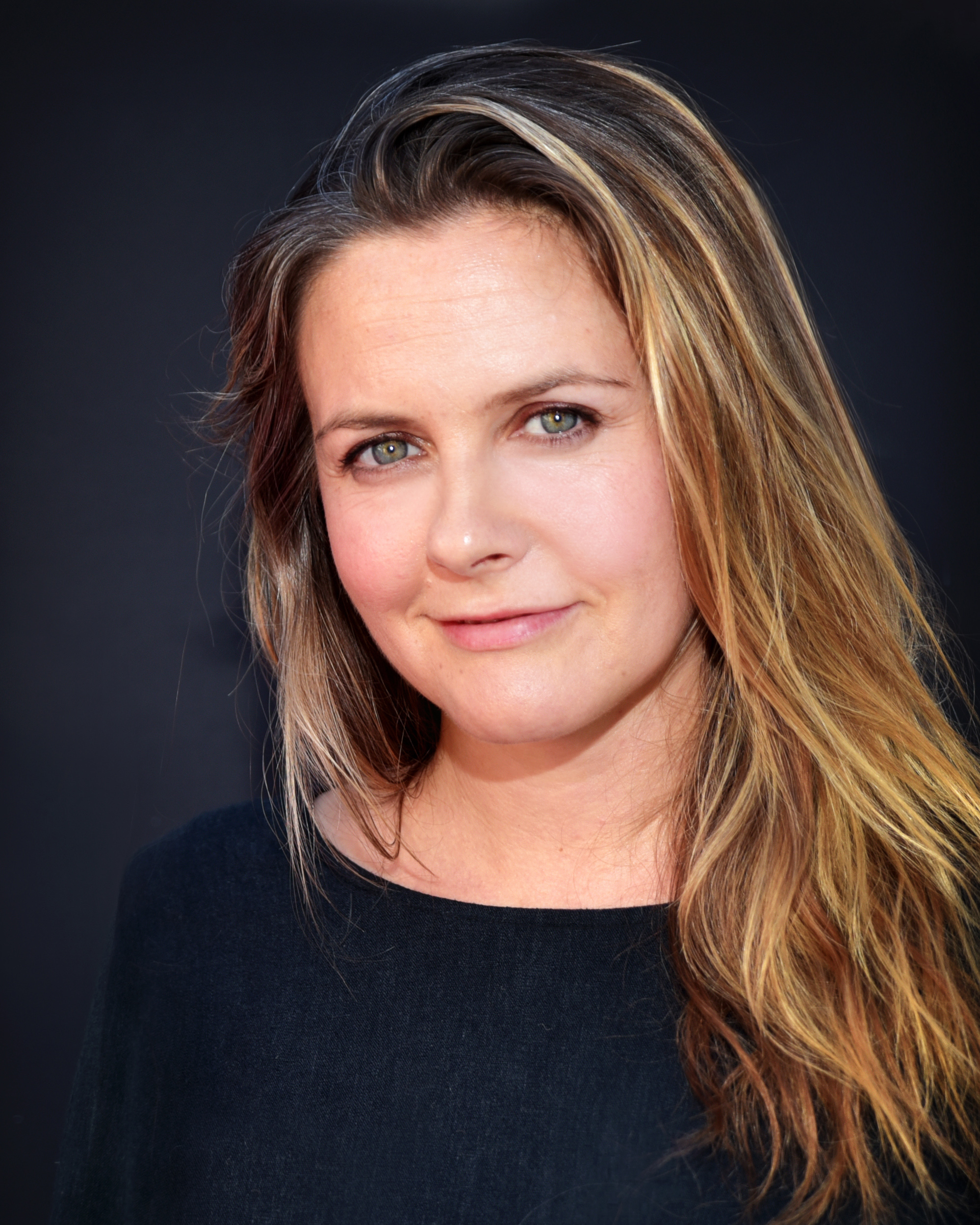
Alicia foi a maior influência sobre Sharon.

Sorriso Metálico e Cyberchase foram produzidos juntos, no final de 2000 pela empresa Nelvana, desta forma, ambos guardam diversas similaridades, tanto na história como nos traços dos personagens. Ambas as séries foram produzidas pela Jade Animation, e quando a série estava no inicio de sua produção, a personagem era creditada como "uma garota de 13 anos com dentes de lata". A personagem foi inspirada na atriz Alicia Silverstone quando estava em fase de produção, principalmente na fase adolescente vivida por Alicia, sendo assim, Sharon se tornou amante dos animais e uma vegetariana. O fato de cada episódio tratar de um assunto diferente, pode ter sido ideia de Alicia, ou da criadora da série, Melissa Clark, fazendo com que Sharon ganha-se traços novos, ou até inéditos em um personagem de desenhos animados para crianças. Pelo que se sabe, fatos da vida de Alicia foram adicionados ao show, dessa forma, além da base na aparência, Sharon também é baseada na personalidade pela atriz norte-americana.
| “ | A melhor coisa que eu fiz na minha vida. Eu sou muito mais feliz e confiante. | ” |

Quando a série estava em inicio de produção, Sharon era chamada de nerd, e parecia ter uma aparência diferente da apresentada no show. É provável que ela também usa-se óculos nos planos originais. Louie Escauriaga foi a responsável por criar os traços da personagem em praticamente toda a série. Quando a série estava sendo negociada com a Fox Family, a presidente da empresa, Maureen Smith, gostou da personalidade de Sharon, e disse que "viu um grande sucesso para a personagem no futuro".

### Voz
Desde o inicio da produção, Alicia Silverstone já havia sido escolhida para interpretar o papel de Sharon, devido muito mais a sua atuação no filme Batman & Robin como Batgirl. Ela também serviu para fazer algumas modificações no show devido ao fato de que também trabalhou na produção. Questões vegetarianas e sobre os animais foram então adicionadas ao show, devido a influência da atriz. Quando a terceira temporada estava em produção no ano de 2005, a atriz não pode dar continuidade a personagem, devido ao fato de estar trabalhando em um novo filme, sendo assim, ela foi substituida por Stacey DePass nesta temporada. No Brasil, nas duas primeiras temporadas, sua voz foi desempenhada pela atriz Mariana Ximenes, sendo a primeira experiência da mesma com dublagem de desenhos animados.

## Aparições

### Sorriso Metálico
Sharon Spitz é o personagem principal da série. Sharon quer tudo o que um adolescente quer: ser popular, ter boas notas, sair com os amigos, e ter um namorado. Sharon, por vezes, tem problemas e se diverte como qualquer outro adolescente, mas ela sempre aprende com os seus erros e consertar as coisas no final, não importa qual seja a situação. Sharon também é conhecida por ser uma menina desajeitada e, normalmente acaba por envergonhar-se de alguma forma. A rival de Sharon é Nina Harper, que frequenta a escola primária de Sharon e depois o ensino médio. Os traços de Sharon são, responsabilidade, carinho, ajuda, e a maioria dos seus traços são bons. Os membros da família de Sharon incluem seu pai Richard, sua mãe Helen, e seus dois irmãos, Adam e Josh.
A melhor amiga de Sharon é Maria Wong, e seus outros amigos são Connor MacKenzie, Alden Jones, Brock Leigthon, Dion, Marlo, e mais tarde, Alyson Malitski. Sharon tem cinco animais de estimação; seus cães, Pigger e Sampson, e seus gatos Moshie, Rocky, e Lawrence. Sharon é a filha do meio da família. Os cantores favoritos de Sharon são Leena e Taylor Knight, tanto que ela conheceu em pessoa nos episódios "A Vida Boa" e "Recordando de Knight". Ela era um extra em um vídeo clipe de Leena para uma música nova e ela soube que tinha muito em comum com ela e ela também aprendeu com Leena que ser uma grande estrela não é fácil como as pessoas pensam. Taylor Knight não era nada do que Sharon achava que ele era e ele acabou sendo um cara que está cheio de si e ele não parecia se importar com Sharon, desde que cancelou o show para a formatura da mesma. Sharon teve uma grande paixão por Alden e eventualmente tornar-se namorada dele, mas mais tarde, Alden termina seu relacionamento. No episódio final, "Ato de Fé", Alden volta para Sharon e tenta reconstruir sua relação, dizendo que era o seu erro ter acabado com ela.
Personagem de Sharon é baseado no início da vida da atriz Alicia Silverstone. Assim como Silverstone, Sharon é uma protestante dos direitos dos animais, e um vegetariano. Muitas vezes, seus aparelhos atrapalharam ela, pois eles se tornaram ímãs, o que leva Sharon a atrair objetos diferentes e entrar em situações constrangedoras, embora eles ajudem ela ocasionalmente. No primeiro episódio, eles são mostrados podendo pegar transferências de rádio e frequências telefônicas, apesar de que nunca é explicado como isso acontece. Normalmente, os aparelhos de Sharon mais atrapalham ela do que ajudam.

## Em outras mídias
Durante a exibição do desenho animado no Disney Channel, houve 2 jogos lançados no site oficial da empresa, ambos com Sharon sendo usada como avatar. O primeiro jogo foi nomeado de Braceface: Beware the School (traduzido literalmente como Sorriso Metálico: Cuidado com a Escola). Neste, ela encontrava diversos problemas para chegar até a sala de aula, e no final, Sharon terminava junto com seus amigos, que estavam presos na sala de aula. Depois, outro jogo foi disponibilizado, que serve como continuação para o anterior, sobre o nome de Braceface: The Mystery School, onde o jogador deve descobrir quem foi o responsável por aprisionar os amigos de Sharon na sala de aula. Também existe um jogo chamado Zig Zar, aonde o jogador deve ajudar Sharon há enfrentar diversos obstáculos para chegar até a escola.
A Saban Entertainment foi a responsável pelo licenciamento de produtos com a imagem de Sharon em todo o Ocidente. Porém, depois que a Fox Kids foi vendida para a Disney Consumer Products, os direitos de licenciamento passaram para a Funimation Entertainment, que cuida da personagem até hoje. Durante os anos de 2001 até 2005, diversos produtos com Sharon foram lançados, embora em grande maioria nos Estados Unidos. Os produtos associados a Fox Kids tiveram Sorriso Metálico associada, como estojos escolares, chaveiros, camisetas, revistas, etc. A própria marca teve um lançamento de livros, com 3 volumes, que acabaram não sendo muito aceitos pelos fãs pois tinham histórias diferentes das apresentadas na série. Uma linha de bijuterias infantis foi lançada no mercado norte-americano sobre o nome de Braceface: Teens Jewelry, que tinham a imagem de Sharon e seus amigos estampadas. Na Holanda foram lançados diversos produtos, com o nome de Beugelbekkie, que vem a ser o título da animação por lá. No país foram lançados diversos produtos, entre eles: um conjunto de cama pela Klaas Vaak, 4 DVDs, uma linha de roupas e uma revista em quadrinhos, com os episódios da série animada. Também foi lançado um BOX com dois DVDs de Sorriso Metálico e dois DVDs de Três Espiãs Demais, quando ambos eram exibidos pela Fox Kids.
Uma linha de bolsas, que não perdurou por muito tempo, foi lançada no mercado, com diversas imagens do desenho animado. Embora inicialmente a ideia era usar a imagem da atriz Alicia Silverstone aos produtos do desenho, a própria atriz se recusou a fazer o mesmo, embora o motivo seja desconhecido. Os CDs Fox Kids Hits tiveram a música tema do desenho em algumas ocasiões, incluindo a imagem de Sharon no interior do CD. Também foi lançada uma linha de cadernos, outra de adesivos "brilhantes", um album de figurinhas e uma linha de calçados, todos com o nome da marca. O ultimo lançado relacionado a Braceface foram os DVDs, lançados em 2005. Com a 4ª temporada para o próximo ano, não se sabe exatamente se haverá um novo lançamento de produtos.
Diversas promoções foram feitas enquanto Sorriso Metálico estava em exibição. No Reino Unido, a Fox Kids sorteou 100 camisas com a imagem de Sharon estampada. O fã deveria responder diversas perguntas sobre o show no site oficial da Fox Kids do Reino Unido para poder participar da promoção. Mais atualmente, em 2008, a Nelvana fez uma promoção de Natal em que uma criança mandaria um e-mail respondendo perguntas sobre os desenhos do grupo, e as 20 crianças mais criativas ganhariam 1 DVD de sua série animada favorita. Entre os desenhos, tinhamos: Jacó Dois-Dois, Donkey Kong Country, Os Padrinhos Mágicos, Sorriso Metálico e O Pequeno George.

## Legado e recepção
A série foi distribuída em mais de 21 países, e a Saban Consumer Products Europe foi a responsável por licenciar milhões de produtos em todos estes países, com produtos para vestuário, cosméticos, brinquedos, artigos de papelaria, música e multimídia. O personagem Chester Ruimdetaco da animação Os Padrinhos Mágicos foi baseado em Sharon, tendo uma aparência similar, e também usando aparelhos dentários que causam diversos problemas para ele, embora também ajude o personagem em alguns episódios. O apelido Braceface é comumente usado em marcas referentes a aparelho ortodôntico, inclusive, o site Zazzle.com tem uma marca de produtos para presente e artigos diversos com esse nome. Diversas clinicas dentárias brasileiras utilizam o nome de Sorriso Metálico. As personagens do livro Quatro-olhos e um Sorriso Metálico de Thomas Brezina são inspiradas na personagem Sharon.
Diversos dentistas acreditam que as situações vividas por Sharon são muito similares as vividas por diversas crianças e jovens, por isso, o desenho acabou se tornando um sucesso. Grupos de vegetarianos também ligam a imagem de Sharon com as questões vegetarianas, e que o desenho é uma ótima oportunidade para as crianças. Em pesquisa, a maioria das garotas com 7 anos de idade se espelharam em Sharon, querendo aderir o uso do aparelho dentário, mesmo com os dentistas dizendo claramente que de modo geral as crianças não devem usar aparelhos. Sharon também foi considerada uma personagem diferente das demais apresentadas em outros shows, tendo grande destaque como uma "heroína incomum". Atualmente, o site Terra Networks citou o desenho em uma matéria sobre aparelhos ortodônticos, dizendo que a popularidade dos aparelhos foi o que causou a existência da série animada. O Washington Post disse que a animação mistura os problemas com o aparelho de Sharon e os acontecimentos reais vividos por toda garota de 14 anos. Jeanne Spreier, do Dallas News disse que Sharon demonstra todos os traumas de um adolescente, sem recorrer a maldade. Ela também disse que Sharon é "adolescente, tão real e tão engraçada".